# Голый (приток Богучарки)
Голый — овраг и сезонный водоток в России, протекает в Кантемировском районе Воронежской области. Левый приток Богучарки.

## География
Берёт начало у села Фисенково. Течёт на юг по открытой местности. Устье реки находится у села Смаглеевка в 76 км по левому берегу реки Богучарка. Длина реки составляет 14 км, площадь водосборного бассейна 151 км².

## Данные водного реестра
По данным государственного водного реестра России относится к Донскому бассейновому округу, водохозяйственный участок реки — Дон от города Павловск и до устья реки Хопёр, без реки Подгорная, речной подбассейн реки — бассейны притоков Дона до впадения Хопра. Речной бассейн реки — Дон (российская часть бассейна).
Код объекта в государственном водном реестре — 05010101212107000004676.